# Liberto (Roma Antiga)
Os libertos eram uma parcela da sociedade romana constituída por indivíduos que haviam sido escravos, majoritariamente no espaço urbano, tendo ganhado sua liberdade através de seu senhor. Comumente essa libertação ocorria pelo testamento de um de seus senhores ou, ainda, pela distinção e méritos do escravo no trabalho. Nesse caso, o escravo deveria reembolsar seu senhor através de funções econômicas.
Os libertos podiam ser ricos, ou pobres – o mais comum. Deve-se levar em conta as considerações do historiador Paul Veyne, que indica que a sociedade romana não era definida por classes, mas por estatutos jurídicos diferenciados. Nesse sentido, clareia-se a ideia de que um liberto rico não gozava de prestígio em uma pirâmide social imaginária, mas continuava limitado à sua situação jurídica. Seus descendentes, contudo, gozavam de totais direitos de cidadão.

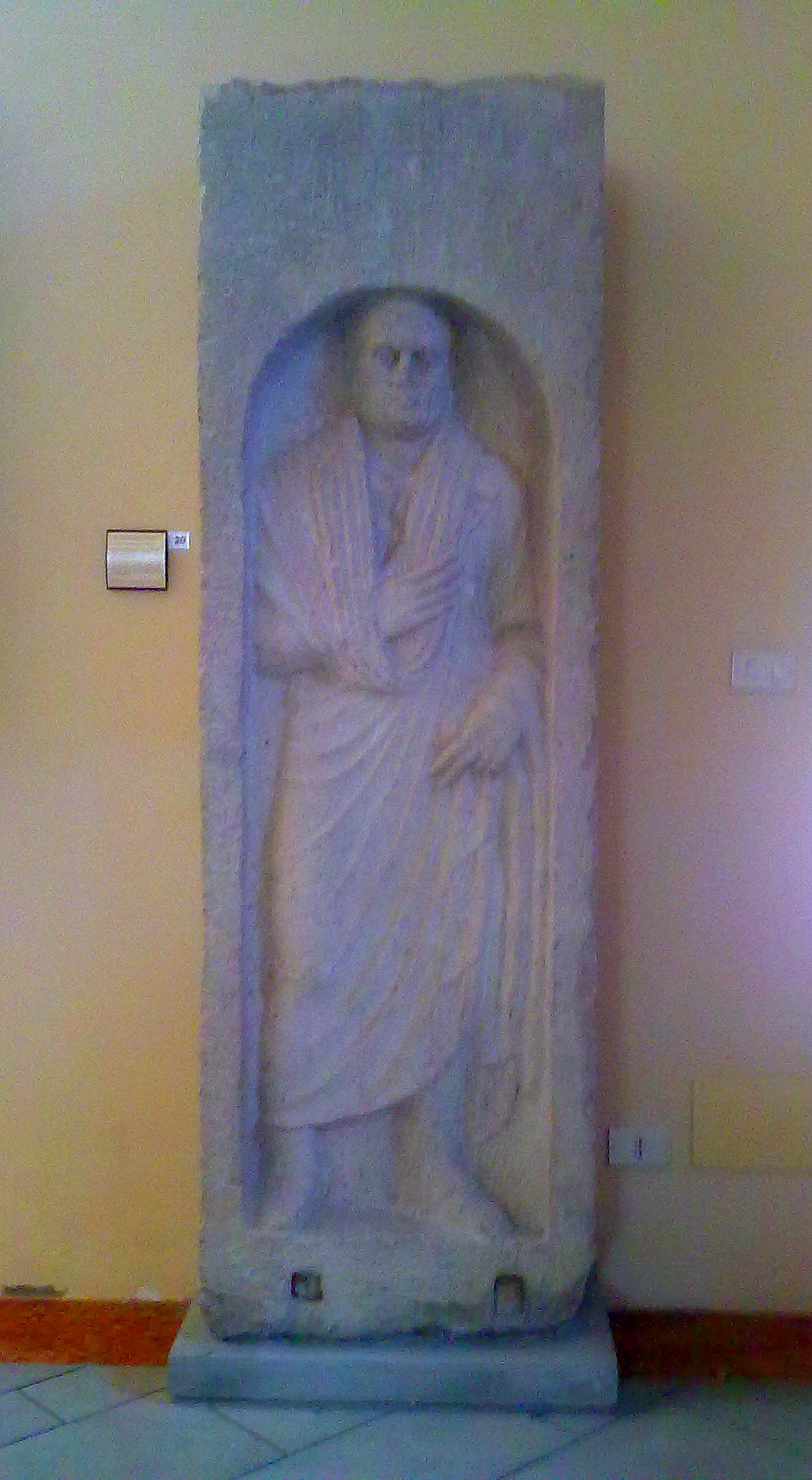
Estela do liberto Lúcio Cesélio Diopanes, que se encontra no Museu Nacional de Arqueologia de Sarsina.

## Manumissão
Um escravo podia tornar-se liberto das seguintes maneiras: libertados pelo próprio senhor depois que estes faleciam - podia acontecer até mesmo de seu senhor lhe deixar de herança alguns bens como prova de seu afeto - ou devido à sua distinção e mérito pelo trabalho fornecido ao senhor, havendo nesse caso a necessidade do reembolso ao seu dono através do desempenho de funções econômicas. É importante ressaltar que, independente da maneira com a qual um liberto assumisse essa posição, ele passava a ser considerado um cidadão romano.
A renúncia do patrão ao poder que tinha sobre o escravo era conhecida como manumissão (manumissio). O termo que designava o poder (potestas) no direito arcaico era precisamente manus ("mão"), ainda que juridicamente o termo tenha vindo a ser conhecido como dominica potestas.
Com a manumissio, observou Ulpiano, eram criados três tipos de libertos: os cives romani, os latini iuniani e os dediticii. Originalmente, os escravos eram libertados para que não se tornassem cives romani, e ainda mantinham portanto, de certa maneira, um vínculo de escravidão; era necessária a participação de um pretor, então, que lhe concedesse a liberdade sem a concessão da cidadania romana.
Havia diferentes maneiras de obter a manumissio:
1. manumissio per vindictam: um assertor in libertatem do escravo, em comum acordo com o patrão, contestava o direito de propriedade deste diante de um magistrado e, para indicar o fato, colocava sobre a sua cabeça um bastão (vindicta) e o declarava "livre", pronunciando a frase «hunc hominem ex iure Quiritium meum esse aio secundum suam causam», à qual o patrão respondia hunc hominem liberum esse volo.
2. manumissio censu: o pretor fazia com que o nome do escravo fosse inscrito na lista mantida pelos censores (Censo) como cidadão romano.
3. manumissio testamento: libertação mediante um ato de último desejo do padrão, que desvincula o liberto de qualquer uma das obrigações mantidas anteriormente.

O ius praetorium introduziu novas formas de manumissão:
1. manumissio inter amicos: declaração feita em presença de amigos do desejo de libertar o escravo;
2. manumissio per epistulam: carta (epístola) pela qual o patrão comunica ao escravo sua intenção de libertá-lo;
3. manumissio per mensam: convite que o patrão fazia ao escravo para unir-se à sua mesa (mensa) durante um banquete, com a intenção manifesta de libertá-lo. Lá, devia ser lida uma fórmula semelhante a "Stichuus servus meus liber esto"

Se o escravo libertado tivesse mais de 30 anos, se fosse de propriedade quiritária do seu patrão, e se fosse libertado de maneira apropriada, "legítima e justa" (legitime, iuxta et legitima manumissione), ele podia tornar-se um civis romanus; se alguma destas condições não fosse satisfeita, ele ainda podia tornar-se um latinus, e, em alguns casos, apenas um peregrinus dediticius.
A Lex Iunia Norbana disciplinou a posição equívoca dos escravos libertos, já contemplada no direito honorário. Caio Júnio Norbano, cônsul romano, é lembrado ainda hoje por ter sido o responsável pela lei, de 44 a.C., através da qual, pela primeira vez na história da humanidade, um escravo pode ter reconhecida a possibilidade de se tornar legalmente um homem livre - ainda que com algumas limitações. A Lex Iunia Norbana conferia a estes escravos um status social limitado, expresso pela locução latini iuniani; eram chamados de latini, segundo Caio, porque eram agrupados no mesmo nível dos latini coloniarii, e iuniani porque a Lex Iunia lhes dava a liberdade; anteriormente eram escravos ex iure Quiritium.
Os latini iuniani tinham algumas características particulares: a Lex Iunia não lhes dava, por exemplo, o poder de fazer um testamento, nem de adquiria propriedade por meio de testamento, nem de serem indicados como tutores de um testamento. Além disso, não podiam receber heranças, nem como heredes nem como legatarii, mas apenas através do fideicommissum. Esta limitação só foi removida pelo imperador Justiniano.
Os filhos dos libertos eram ingenui, porém não podiam ter direitos nobiliárquicos; e os descendentes dos libertos eram comumente insultados pelas suas origens. Somente os membros da terceira geração de descendentes dos liberti eram considerados liberi.

## Direitos e deveres
Os libertos se distinguiam dos homens nascidos livres, ("ingênuos", ou "ingenuii", em latim) pelos diferentes direitos e deveres entre os dois grupos. Ainda que se tornassem cidadãos romanos, recebendo, por conseguinte, direitos políticos, os libertos estavam excluídos das magistraturas (a carreira do cursus honorum) e do Senado.
O obsequium compunha um dos deveres do ex-escravo recém libertado. Este devia respeito ao seu antigo senhor, tendo efeitos jurídicos e manifestações práticas expressos na prática de trabalhos realizados em alguns períodos do ano.
A questão matrimonial dos libertos se modificou no decorrer da história romana. Inicialmente, o senhor não tinha direito sobre os casamentos de seus ex-escravos. No final da República, contudo, alguns senhores determinam que o alforriado não poderia casar. Tal ocorrência relaciona-se ao obséquio (obsequium). Uma vez que o alforriado estivesse casado, não poderia ser obrigado a trabalhar para seu ex-senhor, indicando que este perdia sua tutela. Observa-se outra modificação no principado de Augusto: os libertos poderiam desposar ingênuos, com exceção das alforriadas que não poderiam casar-se com senadores e seus filhos.
A alforria também implicava em direitos para o novo indivíduo: sua liberdade não podia ser anulada, apesar de terem havido discussões nesse sentido em Roma. Além disso, o liberto poderia possuir terras, escravos, casas, ouro, prata etc. Seus bens poderiam ser transmitidos a seus descendentes ou para seu ex-senhor, no caso da falta de descentes diretos. Mas o direito do ex-senhor aumentou durante o governo de Augusto, recebendo ele parte de sua herança.

## Aspectos socioeconômicos
O espaço encontrado pelo liberto na sociedade romana é bastante diversificado: trabalhavam no campo, em oficinas, em lojas ou, ainda, no comércio. A relação com seus antigos senhores poderia facilitar-lhes a ascensão econômica, herdando bens e proteção.
Ainda que o enriquecimento fosse possível, a hierarquia social romana não era afetada, já que não era através da questão econômica que aquela sociedade se organizava. Nesse sentido, o estatuto jurídico concernente ao liberto limitava qualquer tipo de mobilidade social. Por esse motivo, podemos observar momentos em que o liberto tentará imitar o ingênuo, tentando se igualar a essa posição definida não pelo poder econômico, mas pelo nascimento. Vale lembrar que a riqueza de um liberto era vista como algo escandaloso para a sociedade romana exatamente por ser contraditória aos estatutos jurídicos no qual se baseava a divisão social.
Um exemplo bastante conhecido na literatura latina de personagem que representa a figura do liberto rico é Trimalcião, protagonista da cena do banquete na obra Satíricon, do escritor Petrônio, composta no período do imperador Nero (século I d. C.). Embora a obra seja uma sátira, e portanto exagere as características do personagem, alguns poucos libertos ricos possuíam grande poder econômico em Roma, embora isso não traduzisse em prestígio social. No período dos imperadores Júlio-Cláudios, especialmente sob Cláudio (41-54 d.C.), alguns libertos imperais possuíram grande poder dentro da corte e como administradores do império, tais como Marco Antônio Palas e Tibério Cláudio Narciso.